# لامين سوما
لامين سوما (بالإنجليزية: Lamin Suma)‏ هو لاعب كرة قدم سيراليوني في مركز الوسط، ولد في 14 يوليو 1991 في فريتاون في سيراليون. شارك مع منتخب سيراليون لكرة القدم. أما مع النوادي، فقد لعب مع نادي ساكارامينتو ريببلك ونادي فرسنو ونادي فلورا ونادي كالون ونادي ياغودينا.

## وصلات خارجية
- لامين سوما على موقع قاعدة بيانات كرة القدم.إي يو (الإنجليزية)
- لامين سوما على موقع Soccerway.com (الإنجليزية)